# レネー・クレメンチッチ
レネー・クレメンチッチ（René Clemencic [rə'ne kleː'məntʃitʃ] , 1928年2月27日 - 2022年3月8日）は、オーストリア共和国ウィーン市在住の作曲家、指揮者、リコーダー奏者、クラヴィコード奏者、チェンバロ奏者、オルガン（ポジティヴオルガンも含める）奏者である。クレメンチッチ・コンソートの創立者でもある。

## 経歴
ドイツ語を母国語とするが、ウィーン在住の法律家であった父親とはイタリア語で会話していたといい、留学先であったフランス語、また英語も駆使する。古楽研究により、ラテン語をはじめ古高ドイツ語や中世のフランス語、イタリア語、英語にも詳しい。
2008年2月27日に80歳の誕生日を迎えたレネー・クレメンチッチは、自身を典型的な「ドナウ君主国の子」と言い表し、祖先をイストリア、スロベニア、チェコ、ポーランドなどもとオーストリア＝ハンガリー帝国の各地域にたどることができるという。80歳の誕生日を祝して、オーストリア放送協会は数々の特集番組をラジオで、またテレビで組んだ。
ウィーン楽友協会ホールでは独自の定期コンサートがあり、前回は2008年2月18日であったが、ハンガリーのケチケーシュ・アンサンブル（Kecskés Együttes ）やキシュ・タマーシュ（Kiss Tamás）も参加し、ハンガリー色の濃い音楽会となった。
2022年3月8日、死去。94歳没。

## 作品
レネー・クレメンチッチは1992年、ユダヤ人作家カフカにちなんだ題材で作曲して欲しいと依頼され、ヘブライ語を学んで旧約聖書を読み、ヘブライ語のオラトリオ「カバラ」（Kabbala）を作曲した。次回のウィーン楽友協会ブラームス・ホール定期演奏会は5月25日であるが、6月8日にはこの「カバラ」がヘブライ語で上演される。この作曲以来、毎朝ヘブライ語で旧約聖書を読み、クラヴィコードを演奏して一日が始まるという。
1996年には『ヨハネの黙示録』をテーマとしたオラトリオ『黙示録』(Apokalypsis)を作曲した。ギリシャ語のテクストを用いた三時間超の大作であり、クレメンチッチ・コンソートによりウィーンにて演奏された。

## クレメンチッチ・コンソートについて
レネー・クレメンチッチはクレメンチッチ・コンソートの創立者であり、その音楽監督であった。クレメンチッチ・コンソートは古楽ジャンルではヨーロッパ有数のアンサンブルである。今ではヨーロッパ中の古楽アンサンブルが演奏する「カルミナ・ブラーナ」（オルフの作品ではなくオリジナル曲集の方）やヨーハン・ヨーゼフ・フックスなどのオリジナル楽譜を、ある意味で開拓して演奏によってヨーロッパ内に広めてきた。
レネー・クレメンチッチのアンサンブルであるクレメンチッチ・コンソートは、2人から50人のメンバーで演奏するが、メンバーの顔ぶれはその時の曲目による。バロック、ルネサンス、中世音楽のどのジャンルをも専門の分野とする。